# Estádio Universitário Pedro Pedrossian
O Estádio Universitário Pedro Pedrossian ou "Morenão", como é chamado, é um estádio de futebol localizado na cidade de Campo Grande, Mato Grosso do Sul, Brasil.
O estádio está situado na zona sul da cidade de Campo Grande, dentro do campus da Universidade Federal de Mato Grosso do Sul (UFMS).
É o maior estádio de futebol do Mato Grosso do Sul; no Brasil, está na 18ª posição. É o maior estádio universitário da América Latina.
O estádio tem esse nome em homenagem ao então governador de Mato Grosso, Pedro Pedrossian, na época da fundação da UFMS (UEMT-1971). O nome popular, Estádio Morenão, é uma referência ao apelido da cidade de Campo Grande, "Cidade Morena".
Por uma infraestrutura deficitária, principalmente por causa do campo desnivelado e cheio de pedregulhos, o estádio foi interditado pelo Ministério Público em 2014. Uma consequência inesperada foi um alto número de tentativas de suicídio, forçando a UFMS a instalar câmeras de vigilância para detectar atividade suspeita.

## Histórico

### Primórdios
A construção do estádio foi feita pela Companhia de Desenvolvimento de Mato Grosso que, por não dispor de todo o valor necessário para as obras, vendeu cadeiras cativas para angariar fundos.
A motivação para a construção de uma arena esportiva com capacidade para cerca de 40 mil pessoas em uma Campo Grande que, na época, possuía aproximadamente 140 mil habitantes foi política. Apesar do status de maior cidade do estado do Mato Grosso, a cidade não possuía nenhuma liga de futebol profissional, tampouco representante em campeonatos nacionais.
Foi inaugurado em 7 de março de 1971. O primeiro jogo do estádio foi entre Flamengo e Corinthians, ganhado pelo Flamengo por 3x1. O primeiro gol foi marcado por Buião, do Flamengo.

### Jogos históricos
Seu público recorde foi de 38.122, no dia 23 de fevereiro de 1978, no jogo Operário FC 2x0 Palmeiras, pelo Campeonato Brasileiro de 1977, ano em que o clube foi terceiro lugar no competição, sendo uma das melhores campanhas de um clube do centro-oeste, na história.
O mesmo Palmeiras levantaria a taça de Campeão da Série B no estádio em 2013, quando bateu o Ceará por 4 a 1.
Em 2016, internautas do site GE, elegeram como o momento mais emblemático da história do estádio, a final do Campeonato Sul-Mato-Grossense de 2010, entre Comercial e Naviraiense, onde o Comercial colocava fim a um jejum de nove anos sem títulos.

### Mistério
Em 6 de março de 1982 aconteceu um fato misterioso no estádio, um fenômeno assombrou os torcedores que assistiam a Operário-MS e Vasco pelo Campeonato Brasileiro. Luzes estranhas pairaram sobre o estádio Morenão, em uma suposta aparição de óvnis, relatos dizem que era um objeto em formato de um charuto em um tom de prata que sobrevoou o estádio e que ainda era acompanhado por pelo menos quatro objetos menores em volta, dois a frente e dois atrás o qual foi visto por jogadores, jornalistas e torcedores por cerca de uns 5 segundos, e o estádio que nesta data estava com cerca de 23 mil espectadores assistindo ao jogo que prosseguiu normalmente, e até então é considerado o maior avistamento coletivo de OVNI's do mundo e o único em estádios do Brasil. Até hoje o episódio desperta curiosidade e divide opiniões.
Em 2014, foi lançado o documentário O que era aquilo?, sobre o acontecido naquele dia.

### Copa do Mundo de 2014
A cidade de Campo Grande apostou em melhorias no Estádio Morenão para ser uma das sedes da Copa do Mundo de 2014. O projeto previa o investimento de cerca de R$ 500 milhões para aperfeiçoamento da infraestrutura no local e na cidade para se adequar às normas exigidas pela FIFA.
Atualmente com capacidade para 45.000 torcedores, o Estádio Morenão teria seu número de lugares reduzido para 44.355 espectadores. A intenção era a instalação de cadeiras individuais e numeradas, além de camarotes e modernas instalações para atender a imprensa.
Na parte externa, o projeto previa a disponibilização de um estacionamento que comportaria 7.445 carros de passeio e 2.339 vagas para ônibus. Ainda era prevista a construção do Metrô de Superfície, que ligaria o Aeroporto Internacional ao estádio.
Outro trunfo em Campo Grande era a proximidade do Hospital Universitário, que fica a apenas 800m do Estádio Morenão. Dotado de equipamentos para atender urgências e emergências, o hospital, que tem 221 leitos disponíveis, seria utilizado como base médica.
O projeto ainda ressaltava melhorias para a infraestrutura da cidade. Estavam previstos investimentos no setor de transporte urbano, reforma e ampliação do Aeroporto Internacional, ampliação da rede hoteleira, investimentos na saúde e segurança pública e divulgação do turismo de natureza.
Todavia Campo Grande não foi escolhida para ser sede da Copa do Mundo de 2014, e apenas algumas melhorias foram feitas para o jogo Brasil 0x0 Venezuela, pelas nas eliminatórias da Copa do Mundo de 2010, realizado no dia 14 de outubro de 2009.

### Estrutura universitária
O estádio abriga, sob suas arquibancadas, vários setores da Universidade Federal de Mato Grosso do Sul (UFMS), como a Gráfica, a Rádio UFMS, salas de canto e dança e setores da Administração.